# TSV Havelse
Turn- und Sportverein Havelse 1912 e.V. é uma agremiação esportiva alemã, fundada a 5 de agosto de 1912, sediada em Garbsen, na Baixa Saxônia.

## História
O clube foi fundado, em 1912, como FC Pelikan-Havelse por um grupo de treze jovens da pequena aldeia de Havelse. A Primeira Guerra Mundial impôs um pesado tributo sobre o clube, que ficou inativo por um tempo. Em 1929, um clube de ginástica local, Turnverein Havelse, foi formado e quatro anos mais tarde os pelicanos voltaram à prática do futebol.
Algum tempo durante os anos 1930, os registros do clube não são claros, agremiação assumiu sua intitulação atual.
O maior êxito conquistado pela equipe foi uma única temporada na 2. Bundesliga Nord em 1990-1991.
De 1986 a 1990 o clube foi conduzido por Volker Finke, o qual foi atleta da equipe de 1969 a 1974, e depois se tornou um técnico de longa data do SC Freiburg. Na temporada 2009-2010 o time foi campeão da Oberliga Niedersachsen (V) e passou a disputar a Regionalliga Nord (IV). Na temporada seguinte ficou na décima-quinta colocação.

## Cronologia das temporadas
| Temporada | Divisão                       | Posição |
| 1980/81   | Verbandsliga Niedersachsen    | 3ª ↑    |
| 1981/82   | Oberliga Nord                 | 10ª     |
| 1982/83   | Oberliga Nord                 | 6ª      |
| 1983/84   | Oberliga Nord                 | 4ª      |
| 1984/85   | Oberliga Nord                 | 15ª     |
| 1985/86   | Oberliga Nord                 | 16ª     |
| 1986/87   | Oberliga Nord                 | 7ª      |
| 1987/88   | Oberliga Nord                 | 9ª      |
| 1988/89   | Oberliga Nord                 | 1ª      |
| 1989/90   | Oberliga Nord                 | 2ª ↑    |
| 1990/91   | 2. Bundesliga                 | 19ª     |
| 1991/92   | Oberliga Nord                 | 3ª      |
| 1992/93   | Oberliga Nord                 | 16ª ↓   |
| 1993/94   | Verbandsliga Niedersachsen    | 4ª ↑    |
| 1994/95   | Oberliga Niedersachsen/Bremen | 3ª      |
| 1995/96   | Oberliga Niedersachsen/Bremen | 16ª     |
| 1996/97   | Oberliga Niedersachsen/Bremen | 10ª     |
| 1997/98   | Oberliga Niedersachsen/Bremen | 4ª      |
| 1998/99   | Oberliga Niedersachsen/Bremen | 5ª      |
| 1999/00   | Oberliga Niedersachsen/Bremen | 4ª      |
| 2000/01   | Oberliga Niedersachsen/Bremen | 15ª ↓   |
| 2001/02   | Niedersachsenliga West        | 14ª ↓   |
| 2002/03   | Landesliga Hannover           | 6ª      |
| 2003/04   | Landesliga Hannover           | 5ª      |
| 2004/05   | Landesliga Hannover           | 2ª ↑    |
| 2005/06   | Niedersachsenliga West        | 3ª      |
| 2006/07   | Niedersachsenliga West        | 4ª      |
| 2007/08   | Niedersachsenliga West        | 4ª ↑    |
| 2008/09   | Oberliga Niedersachsen West   | 3ª      |
| 2009/10   | Oberliga Niedersachsen West   | 1ª ↑    |
| 2011/12   | Regionalliga Nord             | 5ª      |
| 2012/13   | Regionalliga Nord             | 2ª      |
| 2013/14   | Regionalliga Nord             | 7ª      |
| 2014/15   | Regionalliga Nord             | 4ª      |
| 2015/16   | Regionalliga Nord             | 6ª      |

## Títulos
- Oberliga Niedersachsen-West Campeão: 2009-2010;